# Vliegveld Olomouc-Holice
Vliegveld Olomouc-Holice (Tsjechisch: Letiště Olomouc-Holice, soms Olomouc II genoemd) was een Tsjechisch vliegveld 2,8 kilometer ten zuidoosten van het centrum van de stad Olomouc gelegen in de wijk Holice. Met de bouw van het vliegveld werd in 1935 begonnen en in 1937 werd Olomouc-Holice geopend. Het vliegveld was na vliegveld Olomouc-Neředín het tweede vliegveld dat nabij Olomouc gebouwd is. In 1960 is Olomouc-Holice alweer gesloten.
Op 23 oktober 1957 crashte een Aero Ae-45 van de Tsjecho-Slowaakse luchtmacht die onderweg was van vliegveld Olomouc-Holice naar het militaire vliegveld Trenčín bij Rasová, gemeente Starý Hrozenkov, nadat door slecht weer en mist bomen geraakt werden. Er kwamen drie mensen om en er waren drie overlevenden.